# Háj ve Slezsku (nádraží)
Háj ve Slezsku je železniční stanice na adrese Bezručova 15 ve stejnojmenné obci. Leží na trati Ostrava-Svinov – Opava východ.
Ve stanici zastavují osobní vlaky linky S1 (Opava východ – Ostrava-Svinov) a spěšné vlaky linky R61 (Opava východ – Ostrava-Svinov – Havířov – Český Těšín). V minulých letech zde stavěl i rychlík do Olomouce, vlak InterCity do Prahy a osobní vlak na ostravské letiště a do Jeseníku. Ve stanici se nachází vnitrostátní pokladna, čekárna pro cestující a překladiště.[zdroj?]
Stanice je v provozu od samotného zahájení dopravy na trati, tj. od roku 1855.

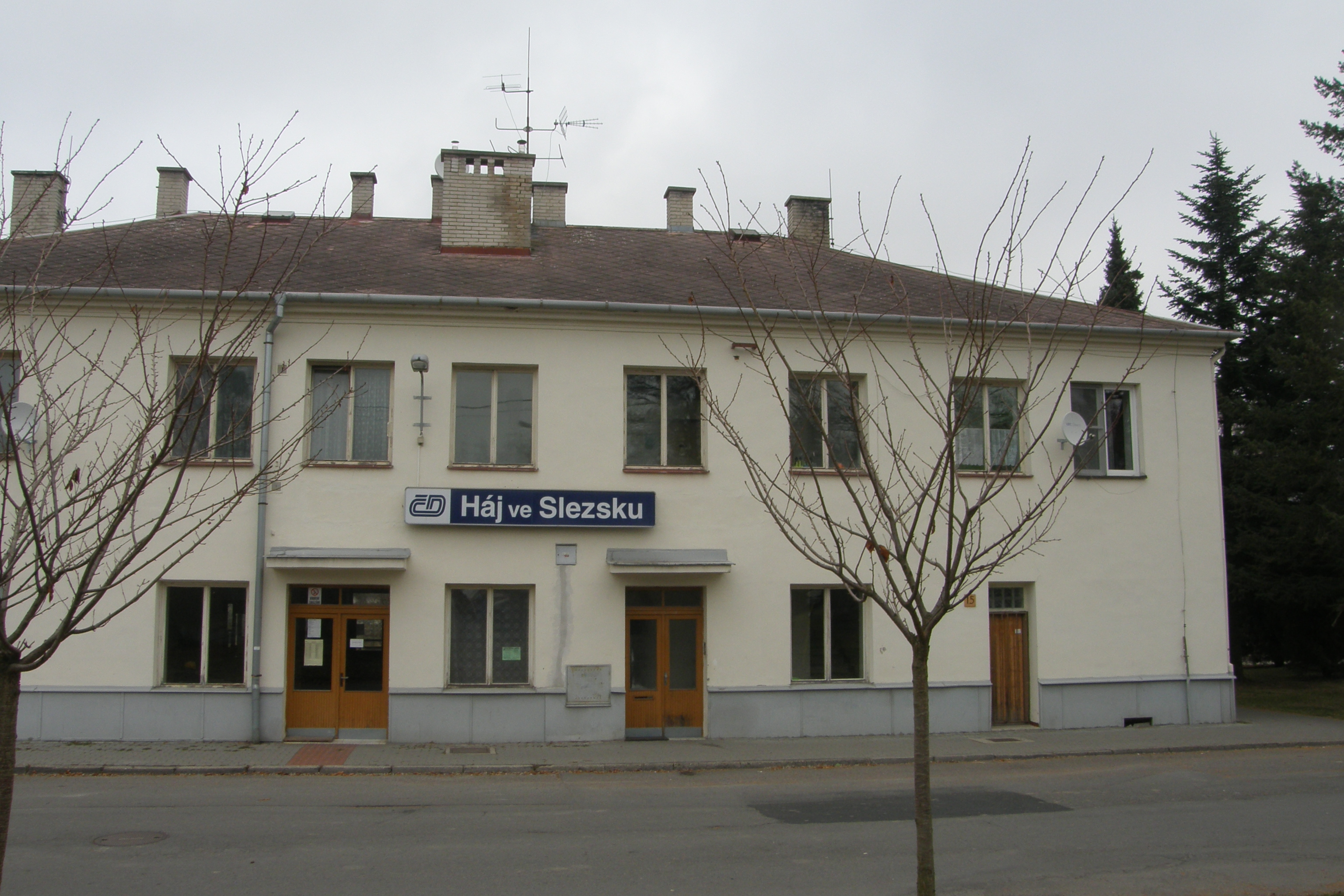
Staniční budova
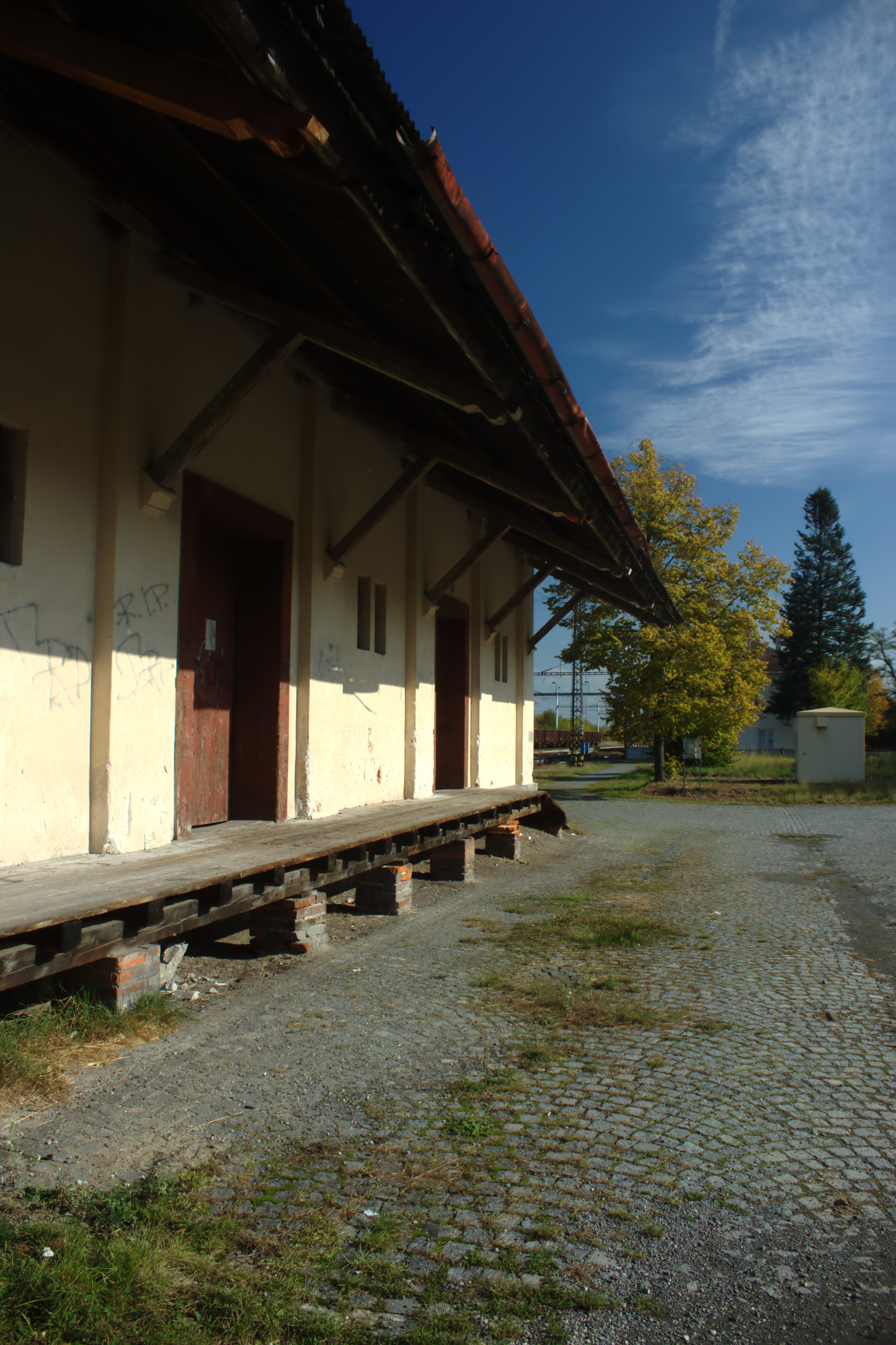
Skladiště
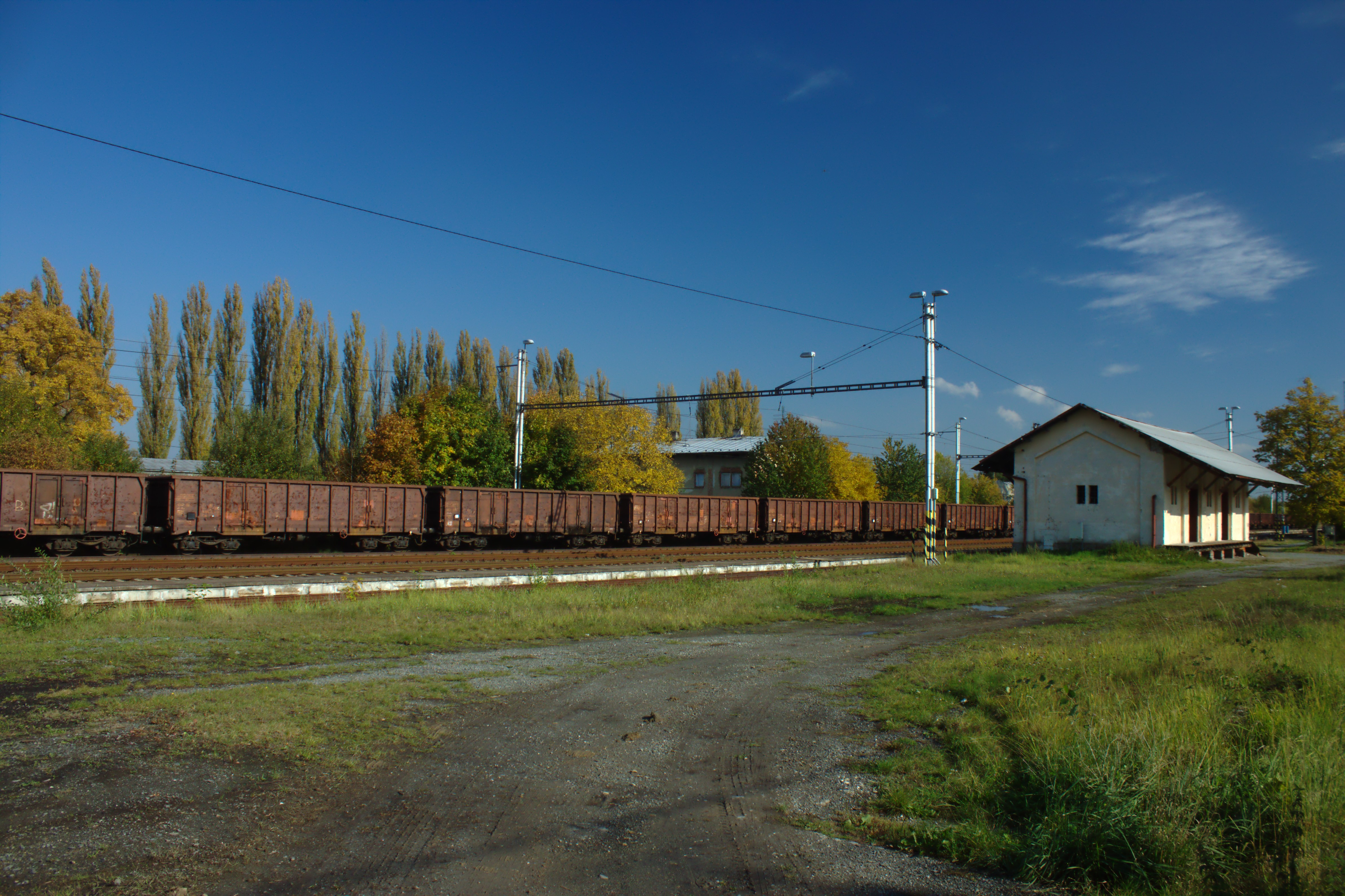
Odstavené nákladní vozy a budova překladiště